# ألونسوة مهلبة
ألونسوة مهلبة (الاسم العلمي: Alonsoa hirsuta) هي نوع من القوارض تتبع جنس الألونسوة من الفصيلة الغدبية.